# Јесења изложба УЛУС-а (1985)
Јесења изложба УЛУС-а (1985) је трајала од 6. до 27. фебруара 1986. године. Одржана је у галерији Дома културе "Студентски град", на Новом Београду.

## Награде
Од 1985. године награда Јесење изложбе подразумева могућност да се монографија одштампа и да се организује самостална изложба оном ствараоцу који је најуспешнији. Ове године добитник награде је био Лазар Возаревић.

## Излагачи
1. Градимир Алексић
2. Алекса Арсовић
3. Петар Бановић
4. Селимир Барбуловић
5. Ранко Бељинац
6. Милан Бесарабић
7. Жељко Бјелица
8. Афродита Благојевић
9. Миливоје Богатиновић
10. Стојанка Бошњак
11. Биљана Црнчанин
12. Милорад Ћирић
13. Драган Димић
14. Сретко Дивљан
15. Ана Марија Драгојевић
16. Стеван Дукић
17. Мирослав Ђорђевић
18. Слободан Ђуричковић
19. Петрос Фотинос
20. Михајло Глигорић
21. Младен Халић
22. Љубинка Ивезић
23. Владимир Јанковић
24. Видника Јанковић Радановић
25. Милица Јелић
26. Александар Јовановић
27. Обрад Јовановић
28. Слободан Каштаварац
29. Весна Кнежевић
30. Радомир Кнежевић
31. Емило Костић
32. Дијана Кожовић
33. Гордан Крчмар
34. Клара Криштовац
35. Цветко Лаиновић
36. Недељко Лампић
37. Драгана Маговчевић Митрић
38. Бранислав С. Марковић
39. Весна Марковић
40. Милоје Марковић
41. Томислав Марковић
42. Велимир Матејић
43. Слободан Михаиловић
44. Бранимир Мијушковић
45. Предраг Микалачки
46. Милан Миљковић
47. Младен Мирић
48. Светлана Миша
49. Споменка Митић
50. Драгослав Момчиловић
51. Јован Мрђеновачки
52. Зоран Настић
53. Марија Недељковић
54. Јелка Нешковић Думовић
55. Добривоје Николић
56. Мирослав Николић Мирон
57. Ненад Николић
58. Зоран Нинковић
59. Мирко Огњановић
60. Владимир Оташевић
61. Бранко Павић
62. Стојан Пачов
63. Драгана Петровић
64. Драгић Петровић
65. Биљана Поповић
66. Мирјана Поповић
67. Божидар Продановић
68. Божидар Раднић
69. Невенка Радојчић
70. Љубица Радовић
71. Драгана Раич
72. Борислав Ракић
73. Милорад Рашић
74. Едвин Романовић
75. Саша Савић
76. Димитрије Сретеновић
77. Мирољуб Сретеновић
78. Драгана Станаћев
79. Миливоје Стоиљковић
80. Мирјана Стојановић Билић
81. Слађана Стојановић
82. Бранко Шукић
83. Ана Танић
84. Зоран Тодовић
85. Растко Васић
86. Војин Величковић
87. Јармила Вешовић
88. Радислав Вучинић
89. Срђан Вукајловић
90. Бошко Вукашиновић
91. Мирјана Вукмировић Пачов
92. Небојша Здравковић
93. Љубица Злоковић Вујисић
94. Синиша Жикић
95. Драгослав Живковић
96. Јован Живковић
97. Светислав Живковић